# Amused to Death
Amused to Death este un album tematic al fostului membru Pink Floyd, Roger Waters lansat în 1992.

## Lista pieselor
1. „The Ballad of Bill Hubbard” (4:19)
2. „What God Wants, Part I” (6:00)
3. „Perfect Sense, Part I” (4:16)
4. „Perfect Sense, Part II” (2:50)
5. „The Bravery of Being Out of Range” (4:43)
6. „Late Home Tonight, Part I” (4:00)
7. „Late Home Tonight, Part II” (2:13)
8. „Too Much Rope” (5:47)
9. „What God Wants, Part II” (3:41)
10. „What God Wants, Part III” (4:08)
11. „Watching TV” (6:07)
12. „Three Wishes” (6:50)
13. „It's a Miracle” (8:30)
14. „Amused to Death” (9:06)

- Toate cântecele au fost scrise de Roger Waters.

## Discuri single
- „What God Wants, Part I” ( 1992 )